# Démographie de Lot-et-Garonne
La démographie de Lot-et-Garonne est caractérisée par une faible densité, une population en légère croissance depuis les années 1950 et vieillissante.
Avec ses 332 226 habitants en 2022, le département français de Lot-et-Garonne se situe en 71e position sur le plan national.
En six ans, de 2015 à 2021, sa population a diminué de près de 2 200 unités, c'est-à-dire de plus ou moins 370 personnes par an. Mais cette variation est différenciée selon les 319 communes que comporte le département.
La densité de population de Lot-et-Garonne, 62 habitants par kilomètre carré en 2022, est deux fois inférieure à celle de la France entière qui est de 107,1 hab./km2 pour la même année.

## Évolution démographique du département de Lot-et-Garonne

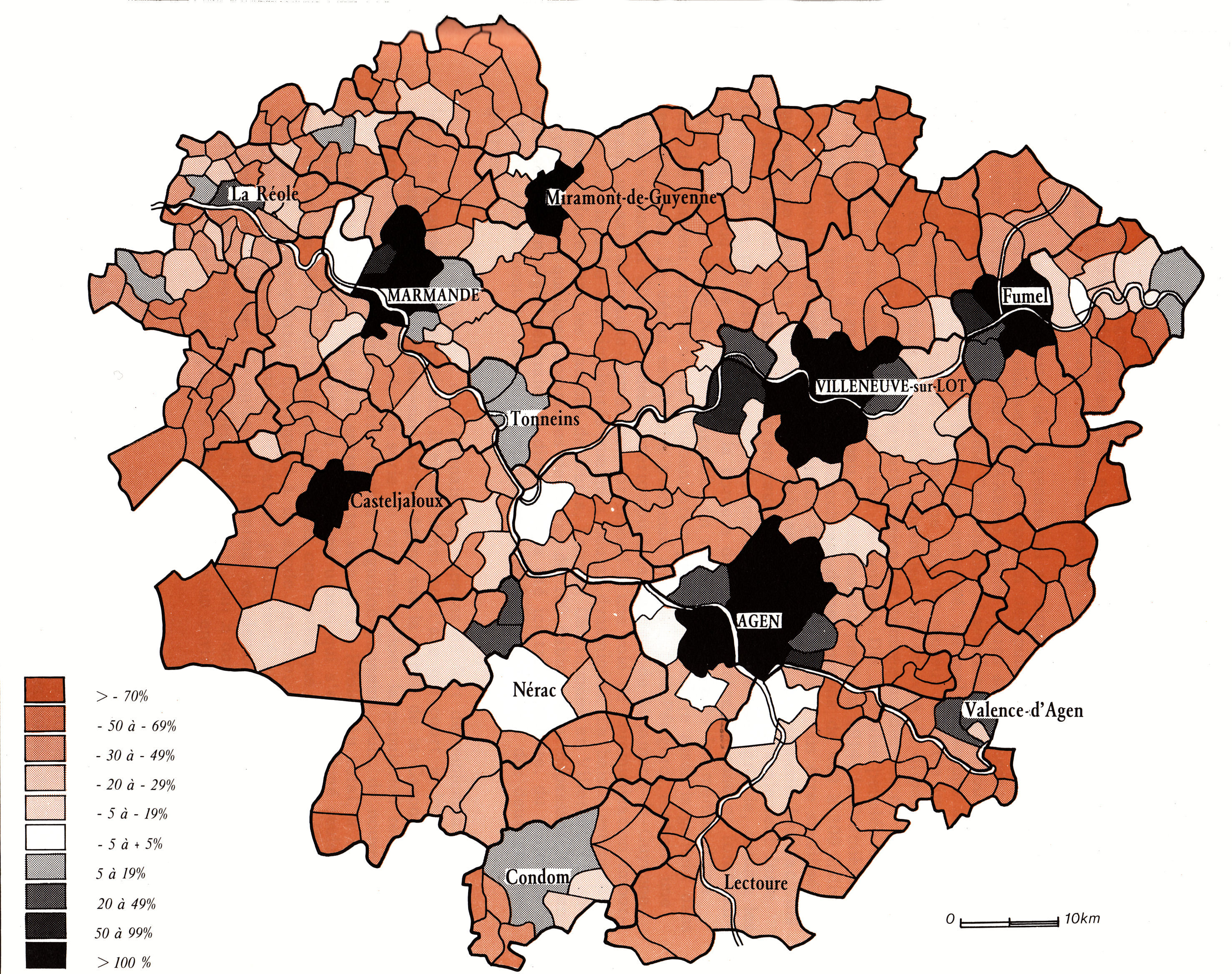
L'évolution de la population de l'Agenais entre 1841 (année du maximum) et 1982.

Le département a été créé par décret du 4 mars 1790. Il comporte alors neuf districts (Agen, Nérac, Marmande, Tonneins, Villeneuve, Lauzun, Monflanquin, Casteljaloux, Valence). Le premier recensement sera réalisé en 1791 et ce dénombrement, reconduit tous les cinq ans à partir de 1821, permettra de connaître plus précisément l'évolution des territoires.
Avec 346 885 habitants en 1831, le département représente 1,7 % de la population française, qui est alors de 32 569 000 habitants. De 1831 à 1866, il va perdre 18 923 habitants, soit une baisse de 0,16 % moyen par an, contre un taux d'accroissement national de 0,48 % sur cette même période.
L'évolution démographique entre la Guerre franco-prussienne de 1870 et la Première Guerre mondiale est à la baisse avec une perte de −51 206 habitants, soit -16,4 % alors que la population croît de 10 % au niveau national. La population gagne 5,33 % pour la période de l'entre-deux guerres courant de 1921 à 1936 parallèlement à une croissance au niveau national de 6,9 %.
À l'instar des autres départements français, le Lot-et-Garonne va ensuite connaître un essor démographique après la Seconde Guerre mondiale, mais plus faible. Le taux d'accroissement démographique entre 1946 et 2007 est de 22,12 % alors qu'il est de 57 % au niveau national.
En 2022, le département comptait 332 226 habitants, en évolution de −0,18 % par rapport à 2016 (France hors Mayotte : +2,11 %).
| 1791 | 1801    | 1806    | 1821    | 1826    | 1831    | 1836    | 1841    | 1846    |
| ---- | ------- | ------- | ------- | ------- | ------- | ------- | ------- | ------- |
| -    | 298 940 | 327 444 | 330 121 | 336 886 | 346 885 | 346 400 | 347 073 | 346 260 |

| 1851    | 1856    | 1861    | 1866    | 1872    | 1876    | 1881    | 1886    | 1891    |
| ------- | ------- | ------- | ------- | ------- | ------- | ------- | ------- | ------- |
| 341 345 | 340 041 | 332 065 | 327 962 | 319 289 | 316 920 | 312 081 | 307 437 | 295 360 |

| 1896    | 1901    | 1906    | 1911    | 1921    | 1926    | 1931    | 1936    | 1946    |
| ------- | ------- | ------- | ------- | ------- | ------- | ------- | ------- | ------- |
| 286 377 | 278 740 | 274 610 | 268 083 | 239 972 | 246 609 | 247 500 | 252 761 | 265 449 |

| 1954    | 1962    | 1968    | 1975    | 1982    | 1990    | 1999    | 2006    | 2011    |
| ------- | ------- | ------- | ------- | ------- | ------- | ------- | ------- | ------- |
| 265 549 | 275 028 | 290 592 | 292 616 | 298 522 | 305 989 | 305 380 | 322 292 | 330 866 |

| 2016    | 2021    | 2022    | - | - | - | - | - | - |
| ------- | ------- | ------- | - | - | - | - | - | - |
| 332 833 | 331 229 | 332 226 | - | - | - | - | - | - |

## Population par divisions administratives

### Arrondissements
Le département de Lot-et-Garonne comporte quatre arrondissements. La population se concentre principalement sur l'arrondissement d'Agen, qui recense 36 % de la population totale du département en 2022, avec une densité de 118,3 hab./km2, contre 27 % pour l'arrondissement de Villeneuve-sur-Lot, 25 % pour celui de Marmande et 12 % pour celui de Nérac.
| Arrondissement     | Population(2022) | Variation(2022/2016)                       | Superficie(km2) | Densité(hab./km2) |
| ------------------ | ---------------- | ------------------------------------------ | --------------- | ----------------- |
| Agen               | 119 835          | en évolution de −0,55 % par rapport à 2016 | 1 013,3         | 118,3             |
| Villeneuve-sur-Lot | 89 730           | en évolution de +0,07 % par rapport à 2016 | 1 559,7         | 57,5              |
| Marmande           | 84 160           | en évolution de +0,61 % par rapport à 2016 | 1 387,7         | 60,6              |
| Nérac              | 38 501           | en évolution de −1,33 % par rapport à 2016 | 1 400,3         | 27,5              |
| Source : Insee.    |                  |                                            |                 |                   |

### Communes de plus de5 000 habitants
Sur les 319 communes que comprend le département de Lot-et-Garonne, 33 ont en 2021 une population municipale supérieure à 2 000 habitants, dix ont plus de 5 000 habitants et trois ont plus de 10 000 habitants : Agen, Villeneuve-sur-Lot et Marmande.
Les évolutions respectives des communes de plus de 5 000 habitants sont présentées dans le tableau ci-après.
| Commune                | Population(2022) | Variation(2022/2016)                       | Superficie(km2) | Densité(hab./km2) |
| ---------------------- | ---------------- | ------------------------------------------ | --------------- | ----------------- |
| Agen                   | 32 193           | en évolution de −4,1 % par rapport à 2016  | 11,49           | 2 801,8           |
| Villeneuve-sur-Lot     | 22 004           | en évolution de −1,86 % par rapport à 2016 | 81,32           | 270,6             |
| Marmande               | 17 361           | en évolution de −1,61 % par rapport à 2016 | 45,06           | 385,3             |
| Le Passage             | 9 360            | en évolution de −1,97 % par rapport à 2016 | 12,89           | 726,1             |
| Tonneins               | 9 461            | en évolution de +4,48 % par rapport à 2016 | 34,78           | 272               |
| Nérac                  | 6 937            | en évolution de +0,57 % par rapport à 2016 | 62,68           | 110,7             |
| Sainte-Livrade-sur-Lot | 6 518            | en évolution de +2,2 % par rapport à 2016  | 30,94           | 210,7             |
| Bon-Encontre           | 6 386            | en évolution de +2,72 % par rapport à 2016 | 20,56           | 310,6             |
| Boé                    | 5 784            | en évolution de +3,6 % par rapport à 2016  | 16,5            | 350,5             |
| Foulayronnes           | 5 480            | en évolution de +2,09 % par rapport à 2016 | 28,86           | 189,9             |
| Source : Insee.        |                  |                                            |                 |                   |

## Structures des variations de population

### Soldes naturels et migratoires depuis 1968
La variation moyenne annuelle est positive et en croissance des années 1970 à 2010, passant de 0,1 à 0,7 % et en décroissance depuis 2010.
Le solde naturel annuel qui est la différence entre le nombre de naissances et le nombre de décès enregistrés au cours d'une même année, a baissé, passant de 0,2 à −0,3 %. La baisse du taux de natalité, qui passe de 13,9 à 9 ‰, n'est en fait pas compensée par une baisse du taux de mortalité, qui parallèlement passe de 12,3 à 12,1 ‰.
Le flux migratoire a contrario progresse sur la période courant de 1968 à 2021. Le taux annuel passe de −0,1 à 0,2 %.
| Indicateurs démographiques                       | 1968 à1975 | 1975 à1982 | 1982 à1990 | 1990 à1999 | 1999 à2010 | 2010 à2015 | 2015 à2021 |
| ------------------------------------------------ | ---------- | ---------- | ---------- | ---------- | ---------- | ---------- | ---------- |
| Variation annuelle moyenne de la population en % | 0,1        | 0,3        | 0,3        | -0,0       | 0,7        | 0,1        | -0,1       |
| - due au solde naturel en %                      | 0,2        | -0,0       | -0,0       | -0,1       | -0,1       | -0,1       | -0,3       |
| - due au solde apparent des entrées sorties en % | -0,1       | 0,3        | 0,3        | 0,1        | 0,8        | 0,2        | 0,2        |
| Taux de natalité en ‰                            | 13,9       | 11,5       | 11,4       | 10,0       | 10,4       | 10,1       | 9,0        |
| Taux de mortalité en ‰                           | 12,3       | 11,9       | 11,4       | 11,2       | 10,9       | 11,0       | 12,1       |
| Source : Insee.                                  |            |            |            |            |            |            |            |

### Mouvements naturels sur la période 2014-2022
En 2014, 3 347 naissances ont été dénombrées contre 3 770 décès. Le nombre annuel des naissances a diminué depuis cette date, passant à 2 884 en 2022, indépendamment à une augmentation, mais relativement faible, du nombre de décès, avec 4 453 en 2022. Le solde naturel est ainsi négatif et diminue, passant de -423 à −1 569.
Pour des raisons techniques, il est temporairement impossible d'afficher le graphique qui aurait dû être présenté ici.

## Densité de population
La densité de population est en légère augmentation depuis 1968, en cohérence avec l'augmentation de la population.
En 2021, la densité était de 61,8 hab./km2.
| 1968 |  | 54.2 |  |

| 1975 |  | 54.6 |  |

| 1982 |  | 55.7 |  |

| 1990 |  | 57.1 |  |

| 1999 |  | 57.0 |  |

| 2010 |  | 61.8 |  |

| 2015 |  | 62.2 |  |

| 2021 |  | 61.8 |  |

## Répartition par sexes et tranches d'âges
La population du département est plus âgée qu'au niveau national.
En 2021, le taux de personnes d'un âge inférieur à 30 ans s'élève à 29,7 %, soit en dessous de la moyenne nationale (35,1 %). À l'inverse, le taux de personnes d'âge supérieur à 60 ans est de 34,2 % la même année, alors qu'il est de 26,6 % au niveau national.
En 2021, le département comptait 159 279 hommes pour 171 950 femmes, soit un taux de 51,91 % de femmes, légèrement supérieur au taux national (51,61 %).
Les pyramides des âges du département et de la France s'établissent comme suit.
| Hommes | Classe d’âge | Femmes |
| ------ | ------------ | ------ |
| 1,2    | 90 ou +      | 2,7    |
| 10,3   | 75-89 ans    | 12,5   |
| 20,5   | 60-74 ans    | 21,2   |
| 20,2   | 45-59 ans    | 19,9   |
| 16,3   | 30-44 ans    | 15,8   |
| 14,8   | 15-29 ans    | 13,3   |
| 16,7   | 0-14 ans     | 14,7   |

| Hommes | Classe d’âge | Femmes |
| ------ | ------------ | ------ |
| 0,7    | 90 ou +      | 1,9    |
| 7,0    | 75-89 ans    | 9,5    |
| 16,6   | 60-74 ans    | 17,5   |
| 20,0   | 45-59 ans    | 19,5   |
| 18,8   | 30-44 ans    | 18,3   |
| 18,3   | 15-29 ans    | 16,7   |
| 18,6   | 0-14 ans     | 16,7   |

## Répartition par catégories socioprofessionnelles
La catégorie socioprofessionnelle des retraités est surreprésentée par rapport au niveau national. Avec 34,7 % en 2021, elle est 7,9 points au-dessus du taux national (26,8 %). La catégorie socioprofessionnelle des cadres et professions intellectuelles supérieures est quant à elle sous-représentée par rapport au niveau national. Avec 5 % en 2021, elle est 5,1 points en dessous du taux national (10,1 %).
| Catégorie socioprofessionnelle                    | 2015    | 2015 | 2021    | 2021 | Détails de l'année 2021 | Détails de l'année 2021 | Détails de l'année 2021            | Détails de l'année 2021            | Détails de l'année 2021            |
| Catégorie socioprofessionnelle                    | Nb      | %    | Nb      | %    | Hommes                  | Femmes                  | Part en % de la population âgée de | Part en % de la population âgée de | Part en % de la population âgée de |
| Catégorie socioprofessionnelle                    | Nb      | %    | Nb      | %    | Hommes                  | Femmes                  | 15 à 24 ans                        | 25 à 54 ans                        | 55 ans ou +                        |
| ------------------------------------------------- | ------- | ---- | ------- | ---- | ----------------------- | ----------------------- | ---------------------------------- | ---------------------------------- | ---------------------------------- |
| Agriculteurs exploitants                          | 5 669   | 2,0  | 4 948   | 1,8  | 3 611                   | 1 337                   | 0,4                                | 2,4                                | 1,5                                |
| Artisans, commerçants, chefs d'entreprise         | 11 866  | 4,2  | 12 172  | 4,4  | 8 433                   | 3 739                   | 0,7                                | 7,7                                | 2,5                                |
| Cadres et professions intellectuelles supérieures | 12 735  | 4,6  | 13 920  | 5,0  | 7 672                   | 6 248                   | 1,1                                | 9,2                                | 2,5                                |
| Professions intermédiaires                        | 31 777  | 11,4 | 33 282  | 11,9 | 15 064                  | 18 219                  | 8,3                                | 22,3                               | 4,4                                |
| Employés                                          | 43 030  | 15,4 | 41 043  | 14,7 | 9 328                   | 31 716                  | 15,9                               | 25,1                               | 6,0                                |
| Ouvriers                                          | 39 971  | 14,3 | 37 026  | 13,3 | 28 300                  | 8 727                   | 16,8                               | 22,7                               | 4,8                                |
| Retraités                                         | 95 978  | 34,4 | 96 984  | 34,7 | 45 566                  | 51 418                  | 0,0                                | 0,4                                | 70,6                               |
| Autres personnes sans activité professionnelle    | 38 195  | 13,7 | 39 843  | 14,3 | 15 085                  | 24 758                  | 56,6                               | 10,2                               | 7,7                                |
| Ensemble                                          | 279 221 | 100  | 279 219 | 100  | 133 059                 | 146 160                 | 100                                | 100                                | 100                                |
| Sources : Insee,.                                 |         |      |         |      |                         |                         |                                    |                                    |                                    |